# Православний цвинтар у Холмі
Православний цвинтар у Холмі — некрополь у місті Холм. У Холмі існує два православних некрополі: на Холмській гірці та на цвинтарі по вул. Львівській.

## Поховання на цвинтарі на Холмській гірці
Серед похованих на ньому — українці, поляки, росіяни; духовні та світські визначні особи, діяльність яких пов'язана зі спільною історією Польщі та України.
Збереглося зображення надгробної плити (міщанки?) Уляни Єрмошевої 1606 р., а також плити з поховання 1576 р. холмського бурмістра, — свідчення, що у владі тогочасного міста були русини. 2018 р. Іваном Парнікозою виявлено плиту Уляни Єрмошевої на православному кладовищі на гірці в Холмі, втім вже значно пошкоджену. Тут також знаходилася інша плита, імовірно, приблизно того ж часу, напис на якій важко прочитати.
Тут також в 1940 році був похований прем'єр-міністр Української Народної Республіки, інженер Пилип Пилипчук, який останні роки свого життя провів у Холмі.

## Поховання на цвинтарі на вул. Львівській
- Михайла Васильченка (1893—1941), лікаря-бактеріолога, солдата 3-ї Залізної стрілецької дивізії Армії УНР.
- Антіна Васиньчука (1885—1935), міністра УНР, суспільного діяча на Холмщині. Могила знаходиться одразу наліво при вході крізь центральну браму з вулиці Львівської, 51.128041, 23.469593.
- О. Іоанна Левчука (1867—1947), капелана Армії УНР, згодом адміністратора православної Холмської єпархії. о. Іоанн похований разом із дружиною Надією Левчук. Могила знаходиться на північ від неороманської червоної каплиці Зайдлерів, вхід крізь південну браму, 51.128196, 023.468758. Підпис: «Архіпресвітер Іоанн Левчукь род 9.04.1868, скон. 29.101947 р.».
- Бориса Поторжинського (1888—1943), сотника Армії УНР.
- Миколи Карленка (1895—1940), поручника й актора театру Армії УНР.
- Володимира Косоноцького (1886—1942), українського церковного та громадсько-політичного діяча.
- Дядька Антіна Васиньчука — Яна, його тітки Мар'яни (до шлюбу — Буда) та кузинки Олександри (під стіною цвинтаря 51.127431, 023.469360)[2].

## Увага до цвинтарів
За час свого існування на цвинтарі було виконано низку робіт: впорядковано територію, очищено та проведено реконструкцію надгробків, здійснено паспортизацію понад 60 поховань, новими дерев'яними хрестами зазначено місця, на яких уже знищені нагробні плити.

## Галерея

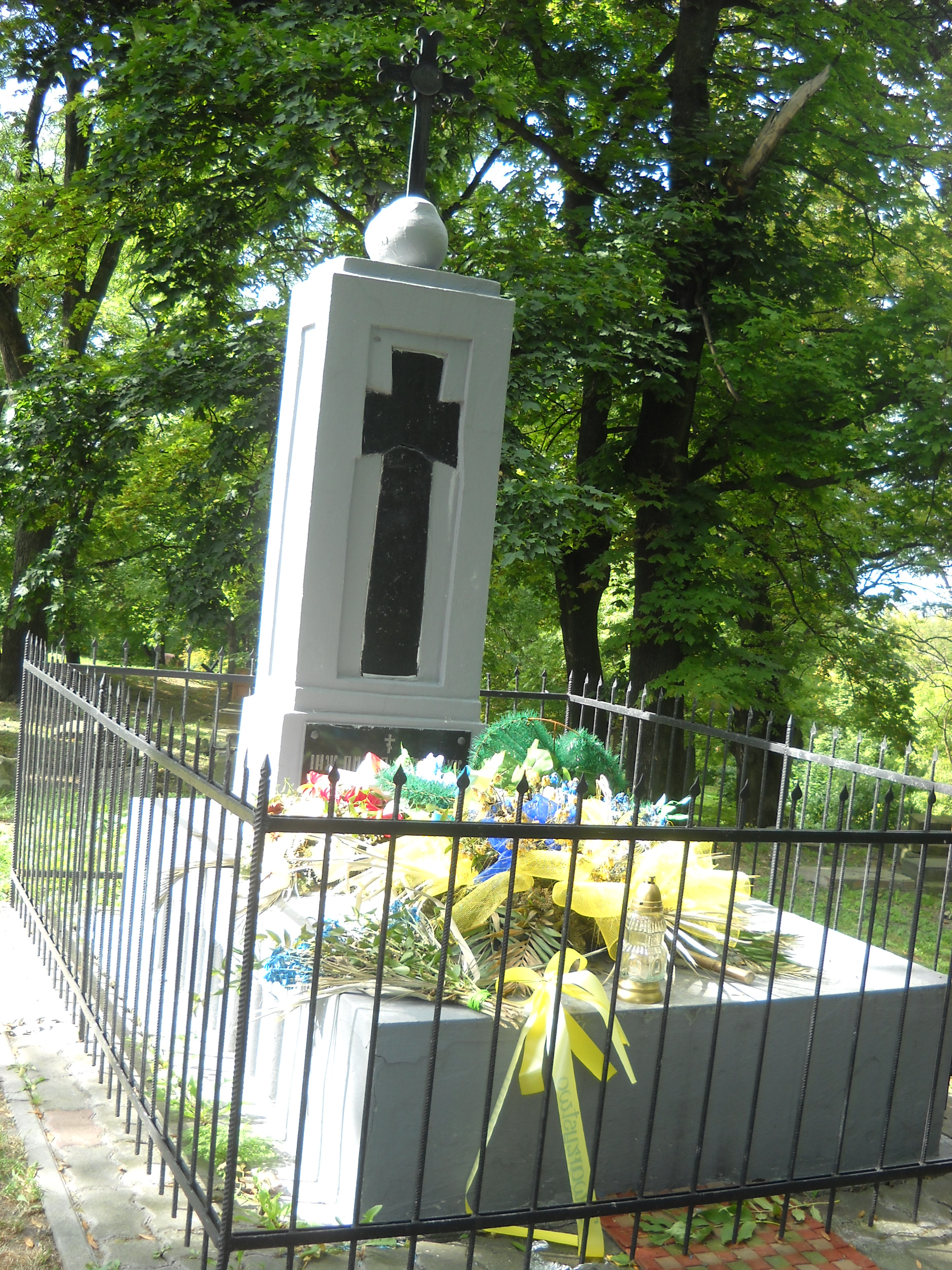
Могила Пилипа Пилипчука на православному цвинтарі міста Холм
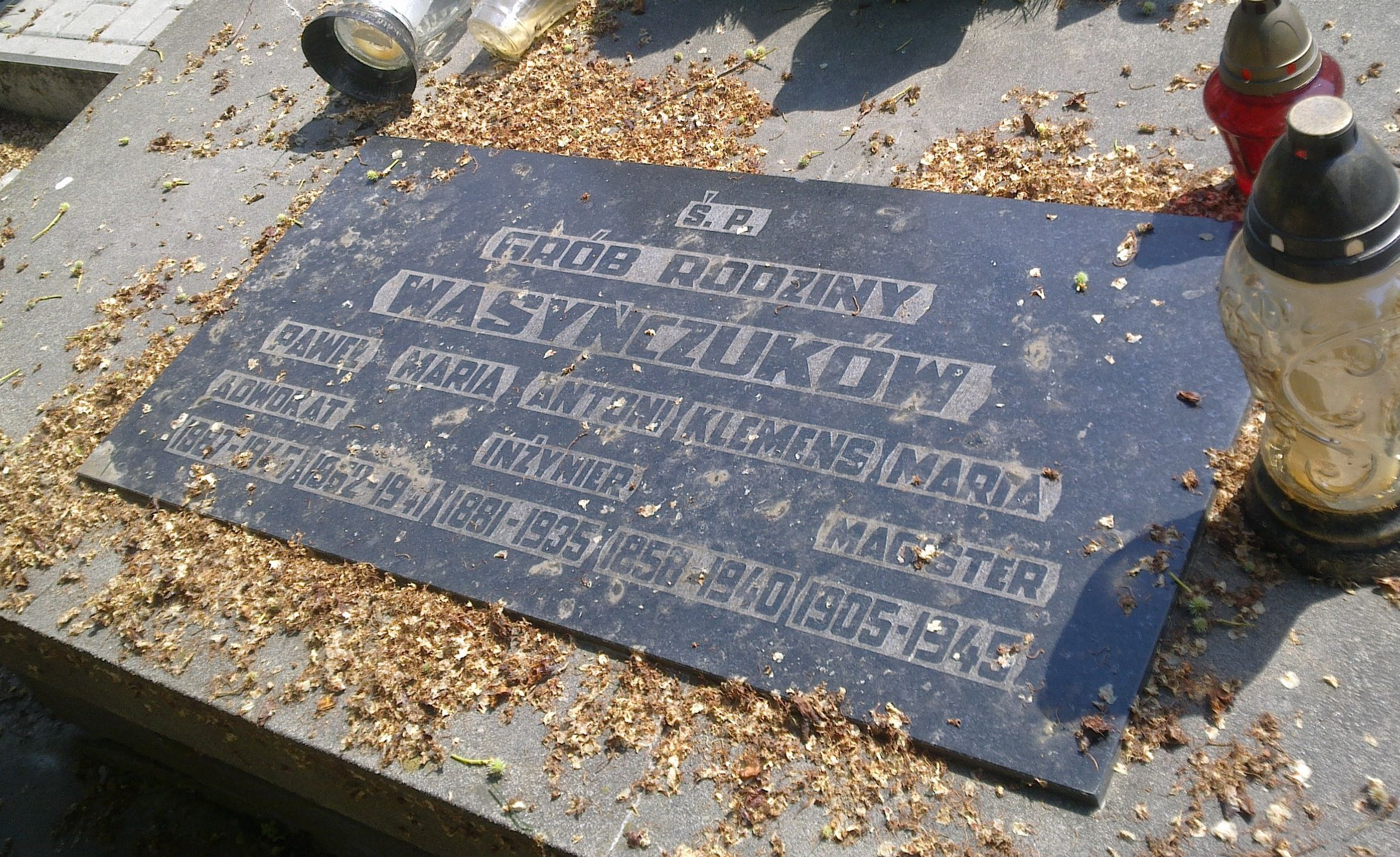
Могила родини Васиньчуків на цвинтарі на вулиці Львівській у Холмі, в якій поховано Антіна Васиньчука (на надгробку вказана хибна дата народження — 1881), його матір Марію, брата Павла, батька Климентія та сестру Марію
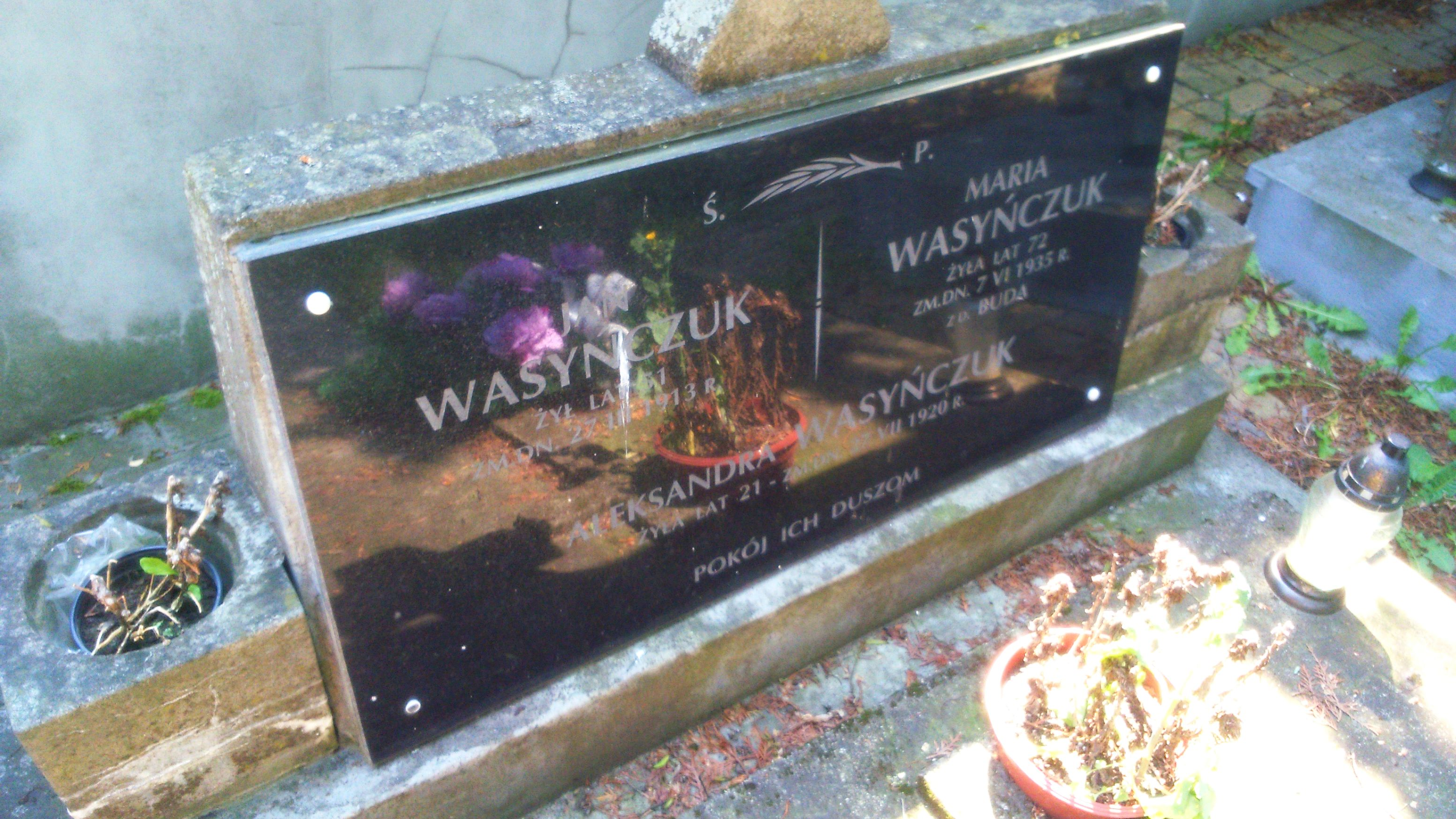
Могила дядька Антіна Васиньчука, Яна, його тітки Мар'яни (до шлюбу — Буда) та кузина Олександра. Цвинтар на вулиці Львівській у Холмі